# Уравнение Удвадия — Калабы
В классической механике уравнение Удвадия — Калабы представляет собой метод получения уравнений движения механической системы с ограничениями (связями). Уравнение было впервые получено Фирдаусом Э. Удвадия и Робертом Э. Калабой в 1992 году. Подход основан на принципе наименьшего принуждения Гаусса. Уравнение Удвадия — Калабы применимо к широкому классу связей, как голономных, так и неголономных, если они линейны относительно ускорений. Уравнение также можно обобщить на связи, которые не подчиняются принципу Даламбера.

## История
Уравнение Удвадия — Калабы было получено в 1992 году и описывает движение механической системы с механическими связями.
Этот подход отличается от лагранжевого формализма, который использует множители Лагранжа для описания движения механических систем со связями и другие аналогичные подходы, такие как подход Гиббса — Аппеля. Физическая интерпретация уравнения имеет важное значение в областях, выходящих за рамки классической механики, таких как управление сильно нелинейными общими динамическими системами.

## Основная задача движения со связями
При изучении динамики механических систем, конфигурация данной системы S, как правило, полностью описывается n обобщёнными координатами, так что её обобщённый координатный n- вектор-столбец задаётся
{\displaystyle \mathbf {q} :=[q_{1},q_{2},\ldots ,q_{n}]^{\mathrm {T} }.}
где Т обозначает операция транспонирования. Используя ньютоновскую или лагранжеву динамику, уравнения движения исследуемой системы S без связей можно записать в виде матричного уравнения (см. Матричное умножение):
| Уравнение движения Удвадия — Калабы {\displaystyle \mathbf {M} (q,t){\ddot {\mathbf {q} }}(t)=\mathbf {Q} (q,{\dot {q}},t)\,,} |
где точки обозначают производные по времени:
{\displaystyle {\dot {q}}_{i}={\frac {dq_{i}}{dt}}\,.}
Предполагается, что начальные условия q (0) и {\displaystyle {\dot {\mathbf {q} }}(0)} заданы. Систему S называют неограниченной, если вектор скоростей {\displaystyle {\dot {\mathbf {q} }}(0)} можно задать произвольно.
n-вектор Q обозначает полную обобщённую силу, действующую на систему благодаря некоторым внешним воздействиям; она может представлять собой как сумму всех консервативных сил, так и неконсервативных сил.
nxn матрица M симметрична, и она может быть как положительно определённой {\displaystyle (\mathbf {M} >0)}так и полуположительно определённый {\displaystyle (\mathbf {M} \geq 0)}. Как правило, предполагается, что М положительно определённа; тем не менее, нередко неограниченные уравнения движения системы S получаются и при полуположительно определённой M, когда массовая матрица оказывается сингулярной, то есть для которой не существует обратной матрицы.

### Связи
Теперь предположим, что на неограниченную систему S налагается множество m согласованных связей вида
{\displaystyle \mathbf {A} (q,{\dot {q}},t){\ddot {\mathbf {q} }}=\mathbf {b} (q,{\dot {q}},t),}
где A — известная m- by- n матрица ранга r, а b — известный m- вектор. Отметим, что такой набор уравнений связей охватывает очень большое разнообразие связей голономного и неголономного характера. Например, голономные связи вида
{\displaystyle \varphi (q,t)=0}
дифференцируются дважды по времени, в то время как неголономные связи вида
{\displaystyle \psi (q,{\dot {q}},t)=0}
можно дифференцировать один раз по времени, чтобы получить m- by- n матрицу A и m -вектор b . То есть связи, могут быть следующих типов
1. нелинейные функции перемещения и скорости,
2. явно зависящие времени, и
3. функционально зависимые.

Вследствие наличия этих связей в неограниченной системе S возникают дополнительные силы, а именно силы связей. Следовательно, для ограниченной системы Sc можно записать
| Уравнение Удвадия — Калабы со связями {\displaystyle \mathbf {M} {\ddot {\mathbf {q} }}=\mathbf {Q} +\mathbf {Q} _{c}(q,{\dot {q}},t),} |
где Qc — сила связи — это дополнительная сила, необходимая для удовлетворения наложенным ограничениям. Основная задача движения с связями теперь формулируется следующим образом:
1. заданы неограниченные уравнения движения системы S,
2. заданы обобщённые координаты q(t) и обобщенные скорости {\displaystyle {\dot {q}}(t)} ограниченной системы Sc в момент времени t, и
3. заданы связи в виде {\displaystyle \mathbf {A} {\ddot {q}}=\mathbf {b} } указаном выше,

найти уравнения движения для ограниченной системы — ускорения — в момент времени t, что соответствует принципами аналитической динамики.

## Уравнение движения
Решение основной задачи даётся уравнением Удвадия — Калабы. Когда матрица M положительно определена, уравнение движения ограниченной системы Sc в каждый момент времени имеет вид
{\displaystyle \mathbf {M} {\ddot {\mathbf {q} }}=\mathbf {Q} +\mathbf {M} ^{1/2}\left(\mathbf {A} \mathbf {M} ^{-1/2}\right)^{+}(\mathbf {b} -\mathbf {A} \mathbf {M} ^{-1}\mathbf {Q} ),}
где символ «+» обозначает псевдообратную матрицу {\displaystyle \mathbf {A} \mathbf {M} ^{-1/2}} , Таким образом, сила связи задаётся в явном виде как
{\displaystyle \mathbf {Q} _{c}=\mathbf {M} ^{1/2}\left(\mathbf {A} \mathbf {M} ^{-1/2}\right)^{+}(\mathbf {b} -\mathbf {A} \mathbf {M} ^{-1}\mathbf {Q} ),}
и поскольку матрица M положительно определена, то обобщённое ускорение ограниченной системы Sc запишется в виде
{\displaystyle {\ddot {\mathbf {q} }}=\mathbf {M} ^{-1}\mathbf {Q} +\mathbf {M} ^{-1/2}\left(\mathbf {A} \mathbf {M} ^{-1/2}\right)^{+}(\mathbf {b} -\mathbf {A} \mathbf {M} ^{-1}\mathbf {Q} ).}
В случае, если матрица M является полуположительно определённой {\displaystyle (\mathbf {M} \geq 0)} вышеприведённое уравнение нельзя использовать напрямую, поскольку M может оказаться сингулярной. Кроме того, обобщённые ускорения могут быть не единственными, кроме случая, когда (n + m) x n матрица
{\displaystyle {\hat {\mathbf {M} }}=\left[{\begin{array}{c}\mathbf {M} \\\mathbf {A} \end{array}}\right]}
имеет полный ранг = n. Но поскольку наблюдаемые ускорения механических систем в природе всегда уникальны, то это условие, накладываемое на ранг, является необходимым и достаточным условием для получения однозначно определённых обобщённых ускорений ограниченной системы Sc в каждый момент времени. Таким образом, когда {\displaystyle {\hat {\mathbf {M} }}} имеет полный ранг, уравнения движения ограниченной системы Sc в каждый момент времени однозначно определяются путем (1) создания вспомогательной неограниченной системы
{\displaystyle \mathbf {M} _{\mathbf {A} }{\ddot {\mathbf {q} }}:=(\mathbf {M} +\mathbf {A} ^{+}\mathbf {A} ){\ddot {\mathbf {q} }}=\mathbf {Q} +\mathbf {A} ^{+}\mathbf {b} :=\mathbf {Q} _{\mathbf {b} },}
и (2) применяя фундаментальное уравнение для движения со связями к этой вспомогательной неограниченной системе так, чтобы вспомогательные уравнения движения со связями были явно заданы в
{\displaystyle \mathbf {M} _{\mathbf {A} }{\ddot {\mathbf {q} }}=\mathbf {Q} _{\mathbf {b} }+\mathbf {M} _{\mathbf {A} }^{1/2}(\mathbf {A} \mathbf {M} _{\mathbf {A} }^{-1/2})^{+}(\mathbf {b} -\mathbf {A} \mathbf {M} _{\mathbf {A} }^{-1}\mathbf {Q} _{\mathbf {b} }).}
Кроме того, если матрица {\displaystyle {\hat {\mathbf {M} }}} имеет полный ранг, то матрица {\displaystyle \mathbf {M} _{\mathbf {A} }} всегда положительно определена. Это явно даёт обобщенные ускорения ограниченной системы Sc в виде
{\displaystyle {\ddot {\mathbf {q} }}=\mathbf {M} _{\mathbf {A} }^{-1}\mathbf {Q} _{\mathbf {b} }+\mathbf {M} _{\mathbf {A} }^{-1/2}(\mathbf {A} \mathbf {M} _{\mathbf {A} }^{-1/2})^{+}(\mathbf {b} -\mathbf {A} \mathbf {M} _{\mathbf {A} }^{-1}\mathbf {Q} _{\mathbf {b} }).}
Это уравнение справедливо, когда матрица M является либо положительно определённой, либо положительной полуопределенной. Если сила связи, которая заставляет ограниченную систему S c — систему, которая может иметь сингулярную массовую матрицу M — удовлетворяет наложенным связям, то она явно задается в виде
{\displaystyle \mathbf {Q} _{c}=\mathbf {M} _{\mathbf {A} }^{1/2}(\mathbf {A} \mathbf {M} _{\mathbf {A} }^{-1/2})^{+}(\mathbf {b} -\mathbf {A} \mathbf {M} _{\mathbf {A} }^{-1}\mathbf {Q} _{\mathbf {b} }).}

## Неидеальные связи
В любое время во время движения можно рассмотреть возмущение системы как виртуальные смещения δr, согласующимися с ограничениями системы. Смещение может быть либо обратимым, либо необратимым. Если смещение необратимо, то оно выполняет виртуальную работу. Можно записать виртуальную работу смещения как
{\displaystyle W_{c}(t)=\mathbf {C} ^{\mathrm {T} }(q,{\dot {q}},t)\delta \mathbf {r} (t)}
Здесь вектор {\displaystyle \mathbf {C} (q,{\dot {q}},t)} описывает неидеальность виртуальной работы, которая может быть связана, например, с силами трения или сопротивления (такие силы зависят от скорости). Это обобщенный принцип Даламбера, где обычная форма принципа задаётся исчезающей виртуальной работой с {\displaystyle \mathbf {C} (q,{\dot {q}},t)=0}.
Уравнение Удвадия — Калабы модифицируется с использованием дополнительного слагаемого отвечающим за неидеальные связи
{\displaystyle \mathbf {M} {\ddot {\mathbf {q} }}=\mathbf {Q} +\mathbf {M} ^{1/2}\left(\mathbf {A} \mathbf {M} ^{-1/2}\right)^{+}(\mathbf {b} -\mathbf {A} \mathbf {M} ^{-1}\mathbf {Q} )+\mathbf {M} ^{1/2}\left[\mathbf {I} -\left(\mathbf {A} \mathbf {M} ^{-1/2}\right)^{+}\mathbf {A} \mathbf {M} ^{-1/2}\right]\mathbf {M} ^{-1/2}\mathbf {C} }

## Примеры

### Обратная задача Кеплера
Метод позволяет найти решение обратной задачи Кеплера об определении закона для силы, который соответствует орбитам, в виде конических сечений. Пусть отсутствуют внешние силы (даже гравитации), и вместо этого ограничиваем движение частицы, которая следует орбите вида
{\displaystyle r=\epsilon x+l}
где {\displaystyle r={\sqrt {x^{2}+y^{2}}}}, {\displaystyle \epsilon } — эксцентриситет, а l — полуось. Дифференцирование дважды по времени и небольшая перегруппировка даёт связь
{\displaystyle (x-r\epsilon ){\ddot {x}}+y{\ddot {y}}=-{\frac {(x{\dot {y}}-y{\dot {x}})^{2}}{r^{2}}}}
Предположим, что тело имеет постоянную массу, и что момент импульса вокруг фокуса сохраняется
{\displaystyle m(x{\dot {y}}-y{\dot {x}})=L}
с производной по времени
{\displaystyle x{\ddot {y}}-y{\ddot {x}}=0}
Две связи объединяются в матричное уравнение
{\displaystyle {\begin{pmatrix}x-r\epsilon &y\\y&-x\end{pmatrix}}{\begin{pmatrix}{\ddot {x}}\\{\ddot {y}}\end{pmatrix}}={\begin{pmatrix}-{\frac {L^{2}}{m^{2}r^{2}}}\\0\end{pmatrix}}}
Обратная для матрицы связей
{\displaystyle {\begin{pmatrix}x-r\epsilon &y\\y&-x\end{pmatrix}}^{-1}={\frac {1}{lr}}{\begin{pmatrix}x&y\\y&-(x-r\epsilon )\end{pmatrix}}}
Следовательно, ограничивающая сила — это ожидаемый закон обратных квадратов
{\displaystyle \mathbf {F} _{c}=m\mathbf {A} ^{-1}\mathbf {b} ={\frac {m}{lr}}{\begin{pmatrix}x&y\\y&-(x-r\epsilon )\end{pmatrix}}{\begin{pmatrix}-{\frac {L^{2}}{m^{2}r^{2}}}\\0\end{pmatrix}}=-{\frac {L^{2}}{mlr^{2}}}{\begin{pmatrix}\cos {\theta }\\\sin {\theta }\end{pmatrix}}}

### Наклонная плоскость с трением
Рассмотрим небольшой блок постоянной массы на наклонной плоскости с углом {\displaystyle \alpha } к горизонтали. Ограничение на то, что блок лежит на плоскости, можно записать в виде
{\displaystyle y=x\tan {\alpha }}
Взяв две производные по времени, стандартная форма уравнения для матрицы связей представляется в виде
{\displaystyle {\begin{pmatrix}-\tan {\alpha }&1\end{pmatrix}}{\begin{pmatrix}{\ddot {x}}\\{\ddot {y}}\end{pmatrix}}=0}
У матрицы связей есть псевдообратная
{\displaystyle {\begin{pmatrix}-\tan {\alpha }&1\end{pmatrix}}^{+}=\cos ^{2}{\alpha }{\begin{pmatrix}-\tan {\alpha }\\1\end{pmatrix}}}
Допускается скольжение трения между блоком и наклонной плоскостью. Параметризуется эта силу стандартным коэффициентом трения, умноженным на нормальную силу
{\displaystyle \mathbf {C} =-\mu mg\cos {\alpha }\operatorname {sgn} {\dot {y}}{\begin{pmatrix}\cos {\alpha }\\\sin {\alpha }\end{pmatrix}}}
В то время как сила тяжести обратима, сила трения — нет. Следовательно, виртуальная работа, связанная с виртуальным смещением, будет зависеть от C. Просуммировав три силы (внешнюю, идеальную связь и неидеальную связь) следующим образом:
{\displaystyle \mathbf {F} _{ext}=\mathbf {Q} =-mg{\begin{pmatrix}0\\y\end{pmatrix}}}
{\displaystyle \mathbf {F} _{c,i}=-\mathbf {A} ^{+}\mathbf {A} \mathbf {Q} =mg\cos ^{2}{\alpha }{\begin{pmatrix}-\tan {\alpha }\\1\end{pmatrix}}{\begin{pmatrix}-\tan {\alpha }&1\end{pmatrix}}{\begin{pmatrix}0\\y\end{pmatrix}}=mg{\begin{pmatrix}-\sin {\alpha }\cos {\alpha }\\\cos ^{2}{\alpha }\end{pmatrix}}}
{\displaystyle \mathbf {F} _{c,ni}=(\mathbf {I} -\mathbf {A} ^{+}\mathbf {A} )\mathbf {C} =-\mu mg\cos {\alpha }\operatorname {sgn} {\dot {y}}\left[{\begin{pmatrix}1&0\\0&1\end{pmatrix}}-\cos ^{2}{\alpha }{\begin{pmatrix}-\tan {\alpha }\\1\end{pmatrix}}{\begin{pmatrix}-\tan {\alpha }&1\end{pmatrix}}\right]=-\mu mg\cos {\alpha }\operatorname {sgn} {\dot {y}}{\begin{pmatrix}\cos ^{2}{\alpha }\\\sin {\alpha }\cos {\alpha }\end{pmatrix}}}
Объединяя вышесказанное, уравнения движения
{\displaystyle {\begin{pmatrix}{\ddot {x}}\\{\ddot {y}}\end{pmatrix}}={\frac {1}{m}}\left(\mathbf {F} _{ext}+\mathbf {F} _{c,i}+\mathbf {F} _{c,ni}\right)=-g\left(\sin {\alpha }+\mu \cos {\alpha }\operatorname {sgn} {\dot {y}}\right){\begin{pmatrix}\cos {\alpha }\\\sin {\alpha }\end{pmatrix}}}
Это похоже на постоянное ускорение направленное вниз из-за гравитации с небольшой модификацией. Если блок движется вверх по наклонной плоскости, то трение увеличивает ускорение. Если блок движется вниз по наклонной плоскости, то трение уменьшает ускорение.